# Chaetostoma orientale
Chaetostoma orientale — вид сомоподібних риб з родини лорікарієвих (Loricariidae). Описаний у 2022 році.

## Поширення
Ендемік Бразилії. Поширений у басейнах річок Майкуру і Сейко у штаті Пара на півночі країни.